# Spoorlijn Recklinghausen Süd - Herne
De spoorlijn Recklinghausen Süd - Herne is een Duitse spoorlijn en is als spoorlijn 2221 onder beheer van DB Netze.

## Geschiedenis
Het traject werd door de Preußische Staatseisenbahnen geopend op 1 oktober 1900 van Herne Hgn tot Herne en op 1 oktober 1901 van Recklinghausen tot Herne Hgn.  

## Treindiensten

### S-Bahn Rhein-Ruhr
Op het traject rijdt de S-Bahn Rhein-Ruhr de volgende routes:
| Serie | Treinsoort            | Route | Bijzonderheden |
| ----- | --------------------- | --- | -------------- |
| S 2   | S-Bahn (DB Regio NRW) | Duisburg Hbf – Oberhausen Hbf – Essen-Altenessen – (Essen Hbf – / ) Gelsenkirchen Hbf – Wanne-Eickel Hbf – (Recklinghausen Hbf – / ) Herne – Castrop-Rauxel Hbf – Dortmund Hbf |                |

## Aansluitingen
In de volgende plaatsen is of was er een aansluiting op de volgende spoorlijnen:
Recklinghausen Süd
DB 2200, spoorlijn tussen Wanne-Eickel en Hamburg
DB 2222, spoorlijn tussen Recklinghausen Süd en Recklinghausen Ost
DB 2225, spoorlijn tussen Recklinghausen Süd en Zeche Ewald
Herne Hgn
DB 2153, spoorlijn tussen Bochum en de aansluiting Nordstern
Herne
DB 20, spoorlijn tussen Herne en Herne WfE
DB 2208, spoorlijn tussen Wanne-Eickel en Herne
DB 2210, spoorlijn tussen Herne en Dortmund
DB 2211, spoorlijn tussen Herne en Castrop-Rauxel Süd
DB 2212, spoorlijn tussen Herne-Rottbruch en Herne
DB 2650, spoorlijn tussen Keulen en Hamm

## Elektrificatie
Het traject werd in 1968 geëlektrificeerd met een wisselspanning van 15.000 volt 16⅔ Hz.